# Чернов, Денис Юрьевич
Дени́с Ю́рьевич Черно́в (род. 10 июня 1970, Ленинград, РСФСР, СССР) — российский режиссёр-аниматор, сценарист и актёр озвучивания. Один из создателей и ведущий режиссёр проекта «Смешарики», а также остальных работ студии «Петербург»

## Биография
Родился 10 июня 1970 года в Ленинграде.
В 1991 году окончил художественные курсы при училище им. Мухиной и курсы аниматоров на студии «Панорама».
С 1991 по 1993 год работал в качестве аниматора на студии «Панорама».
С 1993 по 1995 год работал ООО «Zis» художник-аниматор.
С 1995 по 1997 год работал с Ринатом Газизовым, снимал клипы и рекламы.
1997—2003 — работал в качестве режиссёра-мультипликатора на студии «Мельница». Популярность начал получать после выхода последней серии мультсериала «Приключения в Изумрудном городе» в 2000 году. Помогал в постановке первого полнометражного мультфильма студии «Карлик Нос» поставленную Ильёй Максимовым, а также помогал Константину Бронзиту в создании мультфильма «Божество».
В 2003 году Дениса Чернова и многих других аниматоров и режиссёров студии «Мельница» отправили в неоплачиваемый отпуск. Узнав об этом, Салават Шайхинуров, арт-директор проекта «Смешарики», позвонил Денису с предложением поучаствовать в проекте как режиссёр. Он соглашается, и с этого момента работает на новой студии анимации «Петербург».
С 2003 по 2007 год Денис Чернов снял 42 классических эпизода.
С 2007 по 2011 год занимался производством первого российского полнометражного компьютерного мультфильма «Смешарики. Начало» снятый по сценарию Алексея Лебедева.
После выхода первого фильма Чернов начал производство фильма «Смешарики. Легенда о золотом драконе». Первый вариант сценария был написан Алексеем Лебедевым, однако Чернов не проникся его сценарием и тогда он предложил свой вариант совместно с Дмитрием Яковенко, главного сценариста спин-оффа «Пин-Код» и редактора мультсериала «Барбоскины».
18 ноября 2021 года вышел полнометражный мультфильм в трёхмерной графике студии «Петербург» — «Плюшевый Бум!».

### Личная жизнь
Вторая супруга — Эльвира Гизатуллина, аниматор. От этого брака сын Никита.
Третья супруга — Татьяна Белова (с 2009), одна из ведущих сценаристов нового сезона «Смешарики».
С двумя бывшими жёнами поддерживает тёплые отношения.
Дети — Евгений Чернов (1989), Никита Чернов (1997), Тимофей Чернов (2009).

## Фильмография

### Режиссёрские работы
- 2000 — Приключения в Изумрудном городе: Принцесса Озма
- 2000 — GOOD MORNING
- 2003—2007 — Смешарики

| Список серий классического сериала «Смешарики», поставленные Денисом Черновым: | Список серий классического сериала «Смешарики», поставленные Денисом Черновым: | Список серий классического сериала «Смешарики», поставленные Денисом Черновым: | Список серий классического сериала «Смешарики», поставленные Денисом Черновым: |
| № серии                                                                        | Название                                                                       | Сценарист серии                                                                | Год производства                                                               |
| ------------------------------------------------------------------------------ | ------------------------------------------------------------------------------ | ------------------------------------------------------------------------------ | ------------------------------------------------------------------------------ |
| 1                                                                              | Скамейка                                                                       | Алексей Лебедев                                                                | 2003                                                                           |
| 4                                                                              | Куда уходит Старый Год?                                                        | Алексей Лебедев                                                                | 2003                                                                           |
| 5                                                                              | Энергия храпа                                                                  | Алексей Лебедев                                                                | 2004                                                                           |
| 6                                                                              | Железная няня                                                                  | Алексей Лебедев                                                                | 2004                                                                           |
| 9                                                                              | Некультурный                                                                   | Алексей Лебедев                                                                | 2004                                                                           |
| 10                                                                             | Забытая история                                                                | Алексей Лебедев                                                                | 2004                                                                           |
| 12                                                                             | Как собрать друзей по-быстрому                                                 | Алексей Лебедев                                                                | 2004                                                                           |
| 13                                                                             | Телеграф                                                                       | Алексей Лебедев                                                                | 2004                                                                           |
| 14                                                                             | Коллекция                                                                      | Алексей Лебедев                                                                | 2004                                                                           |
| 15                                                                             | Лили                                                                           | Алексей Лебедев                                                                | 2004                                                                           |
| 18                                                                             | Путь в приличное общество                                                      | Алексей Лебедев                                                                | 2004                                                                           |
| 19                                                                             | День рождения Нюши                                                             | Алексей Лебедев                                                                | 2004                                                                           |
| 21                                                                             | Полёты во сне и наяву                                                          | Алексей Лебедев                                                                | 2004                                                                           |
| 22                                                                             | Событие века                                                                   | Алексей Лебедев                                                                | 2004                                                                           |
| 25                                                                             | Балласт                                                                        | Алексей Лебедев                                                                | 2004                                                                           |
| 28                                                                             | Красота                                                                        | Алексей Лебедев                                                                | 2004                                                                           |
| 29                                                                             | Последняя радуга                                                               | Алексей Лебедев                                                                | 2004                                                                           |
| 30                                                                             | Большие гонки                                                                  | Алексей Лебедев                                                                | 2004                                                                           |
| 33                                                                             | Горы и конфеты                                                                 | Алексей Лебедев                                                                | 2004                                                                           |
| 35                                                                             | Торжество разума                                                               | Алексей Лебедев                                                                | 2005                                                                           |
| 37                                                                             | Это сладкое слово «мёд»                                                        | Алексей Лебедев                                                                | 2005                                                                           |
| 40                                                                             | Страшилка для Нюши                                                             | Алексей Лебедев                                                                | 2005                                                                           |
| 42                                                                             | Операция «Дед Мороз»                                                           | Алексей Лебедев                                                                | 2005                                                                           |
| 43                                                                             | Думают ли о Вас на звёздах?                                                    | Алексей Лебедев                                                                | 2005                                                                           |
| 45                                                                             | Бабочка                                                                        | Алексей Лебедев                                                                | 2005                                                                           |
| 48                                                                             | Танцор диско                                                                   | Алексей Лебедев                                                                | 2005                                                                           |
| 49                                                                             | Мыльная опера                                                                  | Алексей Лебедев                                                                | 2005                                                                           |
| 52                                                                             | Обещание                                                                       | Алексей Лебедев                                                                | 2005                                                                           |
| 53                                                                             | Педагогическая поэма                                                           | Алексей Лебедев                                                                | 2005                                                                           |
| 57 / 58                                                                        | Футбол                                                                         | Алексей Лебедев                                                                | 2006                                                                           |
| 60                                                                             | Снотворец                                                                      | Алексей Лебедев                                                                | 2006                                                                           |
| 63                                                                             | День справедливости                                                            | Алексей Лебедев                                                                | 2006                                                                           |
| 65                                                                             | Дар                                                                            | Алексей Лебедев                                                                | 2006                                                                           |
| 67                                                                             | Невоспитанный клон                                                             | Алексей Лебедев                                                                | 2006                                                                           |
| 68                                                                             | Основной инстинкт                                                              | Алексей Лебедев                                                                | 2006                                                                           |
| 70                                                                             | Ежидзе                                                                         | Алексей Лебедев                                                                | 2006                                                                           |
| 75                                                                             | Двигатель прогресса                                                            | Алексей Лебедев                                                                | 2006                                                                           |
| 76                                                                             | Маскарад                                                                       | Алексей Лебедев                                                                | 2006                                                                           |
| 78                                                                             | Каникулы Биби                                                                  | Алексей Лебедев                                                                | 2006                                                                           |
| 86                                                                             | Ёжик в туманности                                                              | Алексей Лебедев                                                                | 2007                                                                           |
| 87                                                                             | Взаперти                                                                       | Алексей Лебедев                                                                | 2007                                                                           |

| Список серий нового сезона «Смешариков», поставленные Денисом Черновым: | Список серий нового сезона «Смешариков», поставленные Денисом Черновым: | Список серий нового сезона «Смешариков», поставленные Денисом Черновым: | Список серий нового сезона «Смешариков», поставленные Денисом Черновым: | Список серий нового сезона «Смешариков», поставленные Денисом Черновым: |
| № серии                                                                 | Название                                                                | Сценарист серии                                                         | Примечания                                                              | Год производства                                                        |
| ----------------------------------------------------------------------- | ----------------------------------------------------------------------- | ----------------------------------------------------------------------- | ----------------------------------------------------------------------- | ----------------------------------------------------------------------- |
| 220                                                                     | Спокойной ночи!                                                         | Татьяна Белова                                                          | —                                                                       | 2020                                                                    |
| 221                                                                     | Мастер и земляника                                                      | Татьяна Белова                                                          | —                                                                       | 2020                                                                    |
| 223                                                                     | Рок-опера и что-то ещё                                                  | Алексей Лебедев                                                         | —                                                                       | 2020                                                                    |
| 224                                                                     | Пинляндия                                                               | Татьяна Белова                                                          | —                                                                       | 2020                                                                    |
| 226                                                                     | Вальхалла                                                               | Татьяна Белова                                                          | —                                                                       | 2020                                                                    |
| 229                                                                     | Фан-клуб Козетты                                                        | Татьяна Белова                                                          | —                                                                       | 2020                                                                    |
| 231                                                                     | Ясень-пень                                                              | Татьяна Белова                                                          | —                                                                       | 2020                                                                    |
| 235                                                                     | Волшебный кувшинчик                                                     | Алексей Лебедев                                                         | —                                                                       | 2020                                                                    |
| 241                                                                     | Виноватый                                                               | Алексей Лебедев                                                         | —                                                                       | 2020                                                                    |
| 243                                                                     | Жизнь на облаке                                                         | Алексей Лебедев                                                         | —                                                                       | 2020                                                                    |
| 250                                                                     | Заг                                                                     | Алексей Лебедев                                                         | —                                                                       | 2020                                                                    |
| 254                                                                     | Стюардесса                                                              | Алексей Лебедев                                                         | —                                                                       | 2021                                                                    |
| 259                                                                     | Нервный и заразный                                                      | Алексей Лебедев                                                         | —                                                                       | 2021                                                                    |
| 264                                                                     | Меткая стрела                                                           | Татьяна Белова                                                          | —                                                                       | 2021                                                                    |
| 270                                                                     | Лучший отдых                                                            | Алексей Лебедев                                                         | —                                                                       | 2021                                                                    |
| 281                                                                     | Морская капуста                                                         | Алексей Лебедев                                                         | —                                                                       | 2021                                                                    |
| 285                                                                     | Охота на тигра                                                          | Светлана Мардаголимова                                                  | —                                                                       | 2021                                                                    |
| 290                                                                     | Кроличья лапка                                                          | Татьяна Белова                                                          | завершил серию после смерти Галины Воропай                              | 2022                                                                    |
| 294                                                                     | Славная повесть о лучезарном рыцаре                                     | Татьяна Белова                                                          | —                                                                       | 2022                                                                    |
| 300                                                                     | Лягушатник                                                              | Татьяна Белова                                                          | —                                                                       | 2022                                                                    |
| 304                                                                     | Копатыч и волна                                                         | Алексей Лебедев                                                         | —                                                                       | 2022                                                                    |
| 310                                                                     | Кораблик                                                                | Татьяна Белова                                                          | —                                                                       | 2022                                                                    |
| 312                                                                     | Принцесса цирка                                                         | Алексей Лебедев                                                         | —                                                                       | 2022                                                                    |
| 320                                                                     | Лунатики                                                                | Алексей Лебедев                                                         | —                                                                       | 2023                                                                    |
| 323                                                                     | Наваждение                                                              | Алексей Лебедев                                                         | —                                                                       | 2023                                                                    |
| 325                                                                     | Средь шумного бала                                                      | Алексей Лебедев                                                         | —                                                                       | 2023                                                                    |

- 2011 — Смешарики. Начало
- 2016 — Смешарики. Легенда о золотом драконе
- 2017 — Смешарики. Азбука интернета
- 2018 — Смешарики. Дежавю
- 2020 — наст. время — Смешарики. Новый сезон
- 2021 — Плюшевый Бум!
- 2022 — Финник
- 2023 — Финник 2[10]

### Сорежиссёр
- 2003 — Карлик Нос (реж. Илья Максимов)

### Сценарист
- 2000 — GOOD MORNING
- 2016 — Смешарики. Легенда о золотом драконе
- 2018 — Смешарики. Дежавю
- 2022 — Финник
- 2028- Сказки Енисея- совместно с Татьяной Беловой

### Актёр озвучивания
- 2004 — Смешарики — профессор на радио («Некультурный»)
- 2011 — Смешарики. Начало — бездомный, Жюльен
- 2016 — Смешарики. Легенда о золотом драконе — шаман
- 2018 — Смешарики. Дежавю — Тёмный рыцарь
- 2021 - Сластены - Черныш (9 серия)

### Художник-аниматор
- 2000 — Приключения в Изумрудном городе

## Награды и премии
«Смешарики. Начало» (2011)
- 2012 — XXI Международный кинофорум духовно-нравственного кино «Золотой витязь»: Гран-при за полнометражный анимационный фильм — «Смешарики. Начало» реж. Денис Чернов[11].

«Смешарики. Легенда о золотом драконе» (2016)
- 2017 — 22 Открытый Российский Фестиваль анимационного кино в Суздале: Приз жюри «За лучший полнометражный фильм» — «Смешарики. Легенда о золотом драконе»[12].
- 2017 — Икар (кинопремия): Лауреат в номинации «Фильм в прокате» — «Смешарики. Легенда о золотом драконе»[13].

«Финник» (2022)
- 2023 — 21-я церемония вручения наград премии «Золотой орёл»: победа в номинации «Лучший анимационный фильм»[14].
- 2023 — XXVIII Открытый фестиваль анимационного кино в Суздале: победа в номинации «Лучший полнометражный фильм»[15].